# Liste von Git-GUIs
Dies ist eine Liste von GUIs der Software Git.

## Desktop-Betriebssysteme
| Name           | Freie Software | letzte Aktivität | Windows | MacOS | Linux | Preis | Anmerkung                                                                          |
| -------------- | -------------- | ---------------- | ------- | ----- | ----- | --- | ---------------------------------------------------------------------------------- |
| Cong           | proprietär     | 2023             | ja      | nein  | nein  | kostenlos für unkommerzielle Zwecke |                                                                                    |
| Fork           | proprietär     | 2024             | ja      | ja    | nein  | Test-Version kostenlos, dann $59.99 |                                                                                    |
| Git Extensions | GPLv3          | 2024             | ja      | teils | teils | kostenlos | Windows-Explorer-Erweiterung, C#, C++, Multiplattform mit mono (nur für <v3.00.00) |
| GitFinder      | proprietär     | 2023             | nein    | ja    | nein  | $29,95 (netto) |                                                                                    |
| GitForce       | GPL            | 2024             | ja      | nein  | ja    | kostenlos |                                                                                    |
| gitg           | GPLv2          | 2022             | ja      | nein  | ja    | kostenlos | GitX-Klon für GTK+/Gnome                                                           |
| GitHub Desktop | MIT            | 2024             | ja      | ja    | nein  | kostenlos | auch ohne GitHub nutzbar                                                           |
| gitk           | GPLv2          | 2023             | ja      | ja    | ja    | kostenlos | Teil der offiziellen Git-Software                                                  |
| GitKraken      | proprietär     | 2025             | ja      | ja    | ja    | kostenlos für unkommerzielle Zwecke in öffentlichen Repositories, sonst: Abo ab €8/Nutzer/Monat                                                  | Keine privat gehosteten Repos bei der freien Version.                              |
| GitUp          | GPLv3          | 2025             | nein    | ja    | nein  | kostenlos |                                                                                    |
| git-cola       | GPLv2          | 2025             | ja      | ja    | ja    | kostenlos | Python, Qt                                                                         |
| git-gui        | GPLv2          | 2023             | ja      | ja    | ja    | kostenlos | Teil der offiziellen Git-Software                                                  |
| GitLens        | MIT            | 2025             | ja      | ja    | ja    | kostenlos | Visual-Studio-Code-Erweiterung                                                     |
| Magit          | GPLv3          | 2025             | ja      | ja    | ja    | kostenlos | Emacs-Erweiterung                                                                  |
| MeGit          | EPLv2          | 2024             | ja      | ja    | ja    | kostenlos |                                                                                    |
| RabbitVCS      | GPLv2          | 2023             | nein    | nein  | ja    | kostenlos | Python                                                                             |
| RepoZ          | MIT            | 2021             | ja      | ja    | nein  | kostenlos |                                                                                    |
| SmartGit       | proprietär     | 2025             | ja      | ja    | ja    | Abo 5,90€/Benutzer/Monat bzw. 109€ (inkl. 1 Jahr Updates); Kostenfreie Lizenzen für möglich (OSS, Bildungsbereich, gemeinnützige Organisationen) | Java                                                                               |
| SnailGit       | proprietär     | 2025             | nein    | ja    | nein  | $9.99 / Lite version |                                                                                    |
| SourceTree     | proprietär     | 2025             | ja      | ja    | nein  | kostenlos |                                                                                    |
| Sublime Merge  | proprietär     | 2024             | ja      | ja    | ja    | Privat: $99 (inkl. 3 Jahre Updates); Kommerziell: Abo $75 / Jahr; Zeitl. unbegrenzte freie Evaluation                                            |                                                                                    |
| TortoiseGit    | GPLv2          | 2025             | ja      | nein  | nein  | kostenlos | Windows-Explorer-Erweiterung, C++                                                  |
| Tower          | proprietär     | 2025             | ja      | ja    | nein  | Abo ab 59€ / Benutzer/Jahr (30 Tage kostenlos)                                                                                                   |                                                                                    |
| ungit          | MIT            | 2024             | ja      | ja    | ja    | kostenlos |                                                                                    |

### Nicht mehr in Entwicklung
Anmerkung: auch wenn die Entwicklung nicht mehr klar erkennbar ist (Beispiel Aurees) wurde die Software hier einsortiert.
| Name               | Freie Software | letzte Aktivität | Windows | MacOS     | Linux                      | Preis                                                       | Anmerkung                                                              |
| ------------------ | -------------- | ---------------- | ------- | --------- | -------------------------- | ----------------------------------------------------------- | ---------------------------------------------------------------------- |
| GitAtomic          | proprietär     | 2020             | ja      | nein      | nein                       | Abo 15€/Jahr privat, kommerziell 30€/Jahr                   |                                                                        |
| Aurees             | proprietär     | —                | Win7+   | OSX 10.9+ | Veraltet, bis Ubuntu 18.04 | kostenlos                                                   |                                                                        |
| Cocoon             | ja             | 2018             | —       | —         | —                          | kostenlos                                                   | KDE-4-Projekt                                                          |
| Cycligent Git Tool | proprietär     | —                | ja      | ja        | ja                         | kostenlos                                                   |                                                                        |
| CodeReview         | GPL            | 2017             | ja      | ja        | ja                         | kostenlos                                                   | Python3, Qt5                                                           |
| giggle             | GPLv2 or later | 2021             | nein    | nein      | ja                         | kostenlos                                                   | Gnome community, GTK+                                                  |
| git-age            | GPLv3          | 2013             | ja      | ja        | ja                         | kostenlos                                                   | nur git-blame, Python, GTK                                             |
| GitAhead           | MIT            | 2023             | ja      | ja        | ja                         | kostenlos                                                   | Qt                                                                     |
| Gitbox             | proprietär     | 2012             | nein    | ja        | nein                       | $14.99                                                      |                                                                        |
| GitBlade           | proprietär     | 2020             | ja      | ja        | ja                         | kostenlose Lite Version, $59.99 / Benutzer/Jahr Pro Version |                                                                        |
| git-cheetah        | —              | 2015             | ja      | ja        | ja                         | kostenlos                                                   | Dateibrowser-Erweiterung (Windows-Explorer, Finder vor 10.6, Nautilus) |
| GitEye             | proprietär     | —                | ja      | ja        | ja                         | kostenlos                                                   |                                                                        |
| Gitfox             | proprietär     | 2021             | nein    | ja        | nein                       | kostenlos                                                   |                                                                        |
| gitview            | GPLv2          | 2006             | —       | —         | —                          | kostenlos                                                   | GTK, Python                                                            |
| Git Watcher        | MIT            | 2015             | nein    | nein      | ja                         | kostenlos                                                   |                                                                        |
| GitWeaver          | GPL            | 2016             | ja      | —         | —                          | kostenlos                                                   | Adobe-Dreamweaver-Erweiterung, basiert auf TortoiseGit                 |
| GitX               | GPLv2          | 2014             | nein    | ja        | nein                       | kostenlos                                                   | gitk Klon                                                              |
| Guitar             | GPL            | 2020             | ja      | ja        | ja                         | kostenlos                                                   | Qt                                                                     |
| gmaster            | proprietär     | 2019             | ja      | nein      | nein                       | kostenlos für unkommerzielle Zwecke                         |                                                                        |
| NitroGit           | proprietär     | —                | ja      | nein      | nein                       | 20€/Benutzer / kostenlos für unkommerzielle Zwecke          |                                                                        |
| StupidGit          | MIT            | 2011             | ja      | ja        | ja                         | kostenlos                                                   | wxPython                                                               |

## Mobile Betriebssysteme
| Name         | Freie Software     | letzte Aktivität | Android | iOS  | Preis                    | Anmerkungen                                  |    |
| ------------ | ------------------ | ---------------- | ------- | ---- | ------------------------ | -------------------------------------------- | -- |
| Agit         | GPLv3              | 2014             | ja      | nein | kostenlos                | nur lesen                                    |    |
| GitDrive     | proprietär         | 2023             | nein    | ja   | kostenlos (In-App-Käufe) |                                              |    |
| Git2Go       | proprietär         | 2016             | nein    | ja   | kostenlos (In-App-Käufe) |                                              |    |
| Octodroid    | Apache License 2.0 | 7/2024           | ja      | nein | kostenlos                | Kann mit Github Access Tokens genutzt werden |    |
| Pocket Git   | proprietär         | 2017             | ja      | nein | 2,39€                    |                                              |    |
| QGit         | —                  | 2022             | —       | —    | —                        | —                                            | Qt |
| Working Copy | proprietär         | 2024             | nein    | ja   | kostenlos (In-App-Käufe) |                                              |    |